# ジャンギル族
ジャンギル族（ジャンギルぞく、Jangil) は（ルトランドジャラワ族）は、ベンガル湾にあるアンダマン諸島の先住民族の一つで、既に消滅した民族である。彼らはルトランド島の内部に分布しており、近隣のジャラワ族と関係があると考えられていたため、ルトランドジャラワという名前が付けられた。
19世紀半ばに最初に外の人々と出会い記録されたため、彼らとの直接の接触はほとんどなく、彼らは一般にそのような出会いを避けようとした。部外者（イギリス人とインド人の入植者）がジャンギル族に遭遇した報告例は少数しかない。最後の接触は1907年であり、1920年代には、島の内部に送られた遠征隊はジャンギル族の存在を確認することができなくなっていた。彼らの絶滅は、自然免疫を持たない病気が導入された結果である可能性が高い。
ジャンギル語は判読されていないが、ジャラワ語との顕著なつながりがあったと報告されている。